# Блисс, Боти
Бо́ти Энн Блисс-Хэ́йес (англ. Boti Ann Bliss-Hayes; 23 октября 1975, Аспен, Колорадо, США) — американская актриса. Номинантка на премию «Fangoria Chainsaw Awards» (2003) в номинации «Лучшая актриса второго плана» за роль Ли из фильма «Потрошитель» (2002).

## Биография
Боти Энн Блисс родилась 23 октября 1975 года в Аспене (штат Колорадо, США). У Боти есть брат и три сестры.

## Карьера
Боти снимается в кино с 1994 года.
В 2003 году Блисс была номинирована на премию «Fangoria Chainsaw Awards» в номинации «Лучшая актриса второго плана» за роль Ли из фильма «Потрошитель» (2002). Наибольшую известность ей принесла роль криминалиста Максин Валеры в сериале C.S.I.: Место преступления Майами (2003—2009)

## Личная жизнь
Боти замужем за режиссёром, кинооператором и композитором Блэром Хэйесом. У супругов есть сын — Эшби Бак Хэйес (род.15.03.2011).

## Избранная фильмография
| Год       |    | Русское название                  | Оригинальное название                            | Роль                           |
| --------- | -- | --------------------------------- | ------------------------------------------------ | ------------------------------ |
| 1994      | тф | Гонщики                           | Roadracers                                       | подруга Джули                  |
| 1997—1997 | с  | Детектив Нэш Бриджес              | Nash Bridges                                     | Анджела Мартин/Лоррейн Роббинс |
| 1998      | с  | Притворщик                        | The Pretender                                    | Сэнди                          |
| 1999      | ф  | Чернокнижник 3: Последняя битва   | Warlock III: The End of Innocence                | Робин                          |
| 2000      | с  | Зачарованные                      | Сharmed                                          | Эбби                           |
| 2001      | ф  | Парень из пузыря                  | Bubble Boy                                       | кассирша                       |
| 2002      | ф  | Потрошитель                       | Ted Bundy                                        | Ли                             |
| 2003—2009 | с  | C.S.I.: Место преступления Майами | CSI: Miami                                       | Максин Валера                  |
| 2003      | ф  | Переполох в общаге                | National Lampoon Presents Dorm Daze              | Доминик, проститутка           |
| 2005      | ф  | Личная жизнь Этана Грина          | The Mostly Unfabulous Social Life of Ethan Green | Гретиль                        |
| 2008      | ф  | Пульс 2: После жизни              | Pulse 2: Afterlife                               | Марта                          |
| 2010      | с  | Молодые и дерзкие                 | The Young and the Restless                       | Линн Джейкобс                  |